# 에드먼드 F. 로버트슨
에드먼드 F. 로버트슨(Edmund F. Robertson, 본명: 에드먼드 프레드릭 로버트슨, Edmund Frederick Robertson, 1943년 6월 1일 ~ )은 영국의 수학자이며 세인트앤드루스 대학교 순수수학 명예교수이다.

## 업적
로버트슨은 존 J. 오코너(John J. O'Connor)와 함께 맥튜터 수학 역사 아카이브의 창시자 중 한 명이다. 로버트슨은 주로 그룹 및 반그룹 이론에 관한 100개 이상의 연구 논문을 작성했다. 또한 17개 교과서의 저자 또는 공동 저자이기도 하다.
로버트슨은 1965년 세인트앤드루스대학교에서 이학사 학위를 취득했다. 그 후 워릭대학교로 진학하여 1966년 이학석사 학위를, 1968년 철학박사 학위를 받았다.
1998년에 에딘버러 왕립학회 회원으로 선출되었다.
2015년에 맥튜터 수학 역사 아카이브에 대한 연구로 동료 오코너와 함께 런던 수학 협회의 첫 번째 상을 받았다. "일반화된 무능력 그룹 클래스"에 대한 그의 논문은 스튜어트 E. 스톤휴어(Stewart E. Stonehewer)와 함께 작성되었다.